# Lliga ACB 1983/84
La temporada 1983-84 de la Lliga ACB va tenir lloc des de l'11 de setembre de 1983 fins a l'11 d'abril de 1984, i va ser la primera temporada de la lliga ACB. Aquest campionat es va crear amb la intenció de professionalitzar per complet el bàsquet a Espanya. Hi van participar 16 equips.
El model de campionat inicial estava basat en la lliga italiana de bàsquet, que consisteix en lliga regular per grups i un play-off per decidir el campió. Anteriorment, la lliga de bàsquet constava només d'una fase regular. Els empats s'eliminen, i si un partit acaba sense vencedor es disputen pròrrogues fins al desempat.
A més, es permetia per primer cop que cada equip comptés amb dues places per a jugadors estrangers a la seva plantilla. Anteriorment, els jugadors estrangers havien d'estar nacionalitzats per a poder jugar a la Liga Nacional, sent aquest el cas d'esportistes com Chicho Sibilio (FC Barcelona).
A la fase regular hi havia dos grups de vuit equips cadascun. La seva distribució es feia segons la classificació de l'any passat, amb un grup senar (primer, tercer, cinquè...) i un grup parell (segon, quart, sisè...) que jugaven entre si en una anada i una tornada. Després hi havia una segona fase regular, amb un Grup A-1 amb els quatre millors de cada grup, i un Grup A-2 amb els quatre pitjors. Tots els equips de l'A-1 més els quatre primers de l'A-2 jugaven els play-off, mentre que els quatre últims de l'A-2 lluitaven per la permanència. Els quatre primers del grup A-1 quedaven exempts de la ronda preliminar.
El campió de la primera lliga ACB va ser el Real Madrid, que va vèncer per 2-1 en el parcial al FC Barcelona. L'equip català no va assistir a l'últim partit, en protesta per la sanció de sis partits imposada a Mike Davis per agredir Iturriaga, per la qual cosa el Madrid va vèncer per incompareixença.

## Equips participants
| Club                     | Ciutat           | Pavelló                            | Capacitat |
| ------------------------ | ---------------- | ---------------------------------- | --------- |
| FC Barcelona             | Barcelona        | Palau Blaugrana                    | 5.500     |
| Real Madrid              | Madrid           | Pabellón Ciudad Deportiva          | 4.000     |
| Cacaolat Granollers      | Granollers       | Municipal de Granollers            | 2.000     |
| CAI Zaragoza             | Saragossa        | Pabellón Municipal de Deportes     | 3.500     |
| Fórum Filatélico         | Valladolid       | Polideportivo Huerta del Rey       | 3.800     |
| Joventut Massana         | Badalona         | Pavelló del Joventut               | 4.000     |
| Ebro Manresa             | Manresa          | Pavelló Congost                    | 4.000     |
| Estudiantes Caja Postal  | Madrid           | Polideportivo Magariños            | 2.500     |
| OAR Ferrol               | Ferrol           | Pabellón Municipal Punta Arnela    | 5.500     |
| Caja de Ronda            | Màlaga           | Pabellón Deportivo Ciudad Jardín   | 4.000     |
| Arabatxo Baskonia        | Vitòria          | Mendizorroza                       | 3.000     |
| Peñas Recreativas Huesca | Osca             | Municipal de Huesca                | 2.500     |
| Cajamadrid               | Alcalà d'Henares | Municipal de Alcalá                | 3.000     |
| Licor 43                 | Santa Coloma     | Municipal de Santa Coloma          | 4.500     |
| Hospitalet-ATO           | L'Hospitalet     | Complex Esportiu L'Hospitalet Nord | 2.000     |
| Cafisa Canarias          | La Laguna        | Pabellón Colegio Luther King       | 3.000     |

## Lliga regular

### Primera fase
| Pos | Equip                    | J  | G  | P  | PF   | PC   |
| --- | ------------------------ | -- | -- | -- | ---- | ---- |
| 1   | Joventut Massana         | 14 | 13 | 1  | 1270 | 1094 |
| 2   | FC Barcelona             | 14 | 12 | 2  | 1423 | 1176 |
| 3   | Cacaolat Granollers      | 14 | 11 | 3  | 1180 | 1071 |
| 4   | OAR Ferrol               | 14 | 6  | 8  | 1100 | 1102 |
| 5   | Caja de Ronda            | 14 | 5  | 9  | 1215 | 1283 |
| 6   | Cafisa Canarias          | 14 | 4  | 10 | 1223 | 1347 |
| 7   | Peñas Recreativas Huesca | 14 | 3  | 11 | 1100 | 1246 |
| 8   | Ebro Manresa             | 14 | 2  | 12 | 1104 | 1306 |

| Pos | Equip                       | J  | G  | P  | PF   | PC   |
| --- | --------------------------- | -- | -- | -- | ---- | ---- |
| 1   | Real Madrid                 | 14 | 12 | 2  | 1377 | 1092 |
| 2   | CAI Zaragoza                | 14 | 10 | 4  | 1241 | 1203 |
| 3   | Cajamadrid                  | 14 | 10 | 4  | 1272 | 1254 |
| 4   | Arabatxo Baskonia           | 14 | 6  | 8  | 1188 | 1244 |
| 5   | Estudiantes Caja Postal     | 14 | 5  | 9  | 1205 | 1255 |
| 6   | Licor 43 Santa Coloma       | 14 | 5  | 9  | 1186 | 1284 |
| 7   | Hospitalet-ATO              | 14 | 5  | 9  | 1144 | 1204 |
| 8   | Fórum Filatélico Valladolid | 14 | 3  | 11 | 1254 | 1367 |

J = Partits jugats; G = Partits guanyats; P = Partits perduts; PF = Punts a favor; PC = Punts en contra

### Segona fase
| Pos | Equip               | J  | G  | P  | PF   | PC   |
| --- | ------------------- | -- | -- | -- | ---- | ---- |
| 1   | Real Madrid         | 14 | 13 | 1  | 1313 | 1123 |
| 2   | FC Barcelona        | 14 | 12 | 2  | 1423 | 1276 |
| 3   | Cajamadrid          | 14 | 7  | 7  | 1222 | 1249 |
| 4   | Cacaolat Granollers | 14 | 7  | 7  | 1205 | 1212 |
| 5   | Joventut Massana    | 14 | 7  | 7  | 1278 | 1210 |
| 6   | CAI Zaragoza        | 14 | 5  | 9  | 1267 | 1305 |
| 7   | OAR Ferrol          | 14 | 4  | 10 | 1111 | 1244 |
| 8   | Arabatxo Baskonia   | 14 | 1  | 13 | 1199 | 1399 |

| Pos | Equip                       | J  | G  | P  | PF   | PC   |
| --- | --------------------------- | -- | -- | -- | ---- | ---- |
| 1   | Licor 43 Santa Coloma       | 14 | 13 | 1  | 1267 | 1087 |
| 2   | Caja de Ronda               | 14 | 9  | 5  | 1175 | 1149 |
| 3   | Cafisa Canarias             | 14 | 8  | 6  | 1188 | 1157 |
| 4   | Fórum Filatélico Valladolid | 14 | 7  | 7  | 1252 | 1285 |
| 5   | Estudiantes Caja Postal     | 14 | 7  | 7  | 1149 | 1138 |
| 6   | Hospitalet-ATO              | 14 | 5  | 9  | 1134 | 1166 |
| 7   | Peñas Recreativas Huesca    | 14 | 4  | 10 | 1117 | 1190 |
| 8   | Ebro Manresa                | 14 | 1  | 13 | 1041 | 1151 |

J = Partits jugats; G = Partits guanyats; P = Partits perduts; PF = Punts a favor; PC = Punts en contra

## Play Off

### Play Off per al títol
| Arabatxo Baskonia | 1 | - | 2 | Licor 43 Santa Coloma       |
| Joventut Massana  | 2 | - | 0 | Fórum Filatético Valladolid |
| CAI Zaragoza      | 2 | - | 0 | Cafisa Canarias             |
| OAR Ferrol        | 2 | - | 0 | Caja de Ronda               |

|  | Quarts de final         | Quarts de final    |                |   | Semifinals | Semifinals |  |  | Final | Final |
|  |                         |                    |                |   |            |            |  |  |       |       |
|  |                         |                    |                |   |            |            |  |  |       |       |
|  |                         |                    |                |   |            |            |  |  |       |       |
|  | 1 Real Madrid           | 2                  |                |   |            |            |  |  |       |       |
|  | 1 Real Madrid           | 2                  |                |   |            |            |  |  |       |       |
|  | 9 Licor 43 Santa Coloma | 1                  |                |   |            |            |  |  |       |       |
|  | 9 Licor 43 Santa Coloma | 1                  | 1 Real Madrid  | 2 |            |            |  |  |       |       |
|  |                         |                    | 1 Real Madrid  | 2 |            |            |  |  |       |       |
|  |                         | 5 Joventut Massana | 0              |   |            |            |  |  |       |       |
|  | 4 Cacaolat Granollers   | 5 Joventut Massana | 0              | 1 |            |            |  |  |       |       |
|  | 4 Cacaolat Granollers   |                    |                | 1 |            |            |  |  |       |       |
|  | 5 Joventut Massana      | 2                  |                |   |            |            |  |  |       |       |
|  | 5 Joventut Massana      | 2                  | 1 Real Madrid  | 2 |            |            |  |  |       |       |
|  |                         |                    | 1 Real Madrid  | 2 |            |            |  |  |       |       |
|  |                         | 2 FC Barcelona     | 1              |   |            |            |  |  |       |       |
|  | 6 Cajamadrid            | 2 FC Barcelona     | 1              | 1 |            |            |  |  |       |       |
|  | 6 Cajamadrid            |                    |                | 1 |            |            |  |  |       |       |
|  | 6 CAI Zaragoza          | 2                  |                |   |            |            |  |  |       |       |
|  | 6 CAI Zaragoza          | 2                  | 2 FC Barcelona | 2 |            |            |  |  |       |       |
|  |                         |                    | 2 FC Barcelona | 2 |            |            |  |  |       |       |
|  |                         | 6 CAI Zaragoza     | 1              |   |            |            |  |  |       |       |
|  | 2 FC Barcelona          | 6 CAI Zaragoza     | 1              | 2 |            |            |  |  |       |       |
|  | 2 FC Barcelona          |                    |                | 2 |            |            |  |  |       |       |
|  | 7 OAR Ferrol            | 0                  |                |   |            |            |  |  |       |       |
|  | 7 OAR Ferrol            | 0                  |                |   |            |            |  |  |       |       |

| Campió de la Lliga ACB 1983-84 |
| ------------------------------ |
| Real Madrid Primer títol       |

### Play Off per a la permanència
|  | 1a ronda            | 1a ronda          | 1a ronda | 1a ronda |                  |    | 2a ronda | 2a ronda | 2a ronda | 2a ronda |
|  |                     |                   |          |          |                  |    |          |          |          |          |
|  |                     |                   |          |          |                  |    |          |          |          |          |
|  |                     |                   |          |          |                  |    |          |          |          |          |
|  | A2–5 Estudiantes    | A2–5 Estudiantes  | 93       | 75       |                  |    |          |          |          |          |
|  | A2–5 Estudiantes    | A2–5 Estudiantes  | 93       | 75       |                  |    |          |          |          |          |
|  | A2–8 Ebro Manresa   | A2–8 Ebro Manresa | 91       | 72       |                  |    |          |          |          |          |
|  | A2–8 Ebro Manresa   | A2–8 Ebro Manresa | 91       | 72       | A2–5 Estudiantes | 88 | 78       | 87       |          |          |
|  |                     |                   |          |          | A2–5 Estudiantes | 88 | 78       | 87       |          |          |
|  |                     | A2–7 Peñas Huesca | 82       | 79       | 70               |    |          |          |          |          |
|  | A2–6 Hospitalet ATO | A2–7 Peñas Huesca | 82       | 79       | 70               | 96 | 82       | 82       |          |          |
|  | A2–6 Hospitalet ATO |                   |          |          |                  | 96 | 82       | 82       |          |          |
|  | A2–7 Peñas Huesca   | 102               | 81       | 87       |                  |    |          |          |          |          |
|  | A2–7 Peñas Huesca   | 102               | 81       | 87       |                  |    |          |          |          |          |

Font: Linguasport
Per la qual cosa l'Estudiantes Caja Postal aconsegueix la permanència. Els altres tres equips baixen a la Primera División B.

## Classificació final
(Només contant-se tots els partits de la lliga regular)
| Pos | Equip                    | J  | G  | P  |
| --- | ------------------------ | -- | -- | -- |
| 1   | Real Madrid              | 28 | 25 | 3  |
| 2   | FC Barcelona             | 28 | 24 | 4  |
| 3   | Joventut Massana         | 28 | 20 | 8  |
| 4   | CAI Zaragoza             | 28 | 15 | 13 |
| 5   | Cajamadrid               | 28 | 17 | 11 |
| 6   | Cacaolat Granollers      | 28 | 18 | 10 |
| 7   | OAR Ferrol               | 28 | 10 | 18 |
| 8   | Licor 43 Santa Coloma    | 28 | 18 | 10 |
| 9   | Arabatxo Baskonia        | 28 | 7  | 21 |
| 10  | Caja de Ronda            | 28 | 14 | 14 |
| 11  | Cafisa Canarias          | 28 | 12 | 16 |
| 12  | Fórum Filatélico         | 28 | 10 | 18 |
| 13  | Estudiantes Caja Postal  | 28 | 12 | 16 |
| 14  | Peñas Recreativas Huesca | 28 | 7  | 21 |
| 15  | Hospitalet-ATO           | 28 | 10 | 18 |
| 16  | Ebro Manresa             | 28 | 5  | 23 |

|  | Campió, Copa de Europa           |
|  | Classificats per a la Recopa     |
|  | Classificats per a la Copa Korać |
|  | Baixen a Primera B               |

Pugen a la lliga ACB: RCD Espanyol (Barcelona), Breogán Caixa Galicia (Lugo), CB Collado Villalba (Collado Villalba). El Collado Villalba comprà la plaça de l'Atlètic de Madrid, que no va poder ascendir per problemes econòmics.